# Parc provincial René-Brunelle
Le parc provincial René-Brunelle (anglais : René Brunelle Provincial Park) est un parc provincial de l'Ontario situé au nord de Moonbeam. Le parc a été nommé en l'honneur de René Brunelle (en), député de l'assemblée législative de l'Ontario.